# Cobonne
Cobonne település Franciaországban, Drôme megyében. Lakosainak száma 168 fő (2022. január 1.). Cobonne Aouste-sur-Sye, Crest, Gigors-et-Lozeron, Suze és Vaunaveys-la-Rochette községekkel határos.

## Népesség
A település népességének változása:
| Lakosok száma | 116  | 117  | 119  | 158  | 166  | 164  | 161  | 167  | 170  | 168  |
|               | 1968 | 1982 | 1990 | 2006 | 2013 | 2015 | 2017 | 2019 | 2020 | 2022 |